# Templarios en Guipúzcoa
Los Templarios en Guipúzcoa crearon establecimientos de la Orden del Temple a lo largo de la provincia  con el fin  de custodiar las dos grandes vías de comunicación que recorrían los viajantes y los peregrinos que iban o venían de Santiago de Compostela.
La primera vía por la costa con establecimientos desde el río Bidasoa pasando por San Sebastián, Zarauz, Aizarna, Azpeitia, Azcoitia, Elgoibar y Vergara.
La segunda  desde San Sebastián pasando por Tolosa, Segura y Cegama, para penetrar en Álava por el  túnel natural de San Adrián.

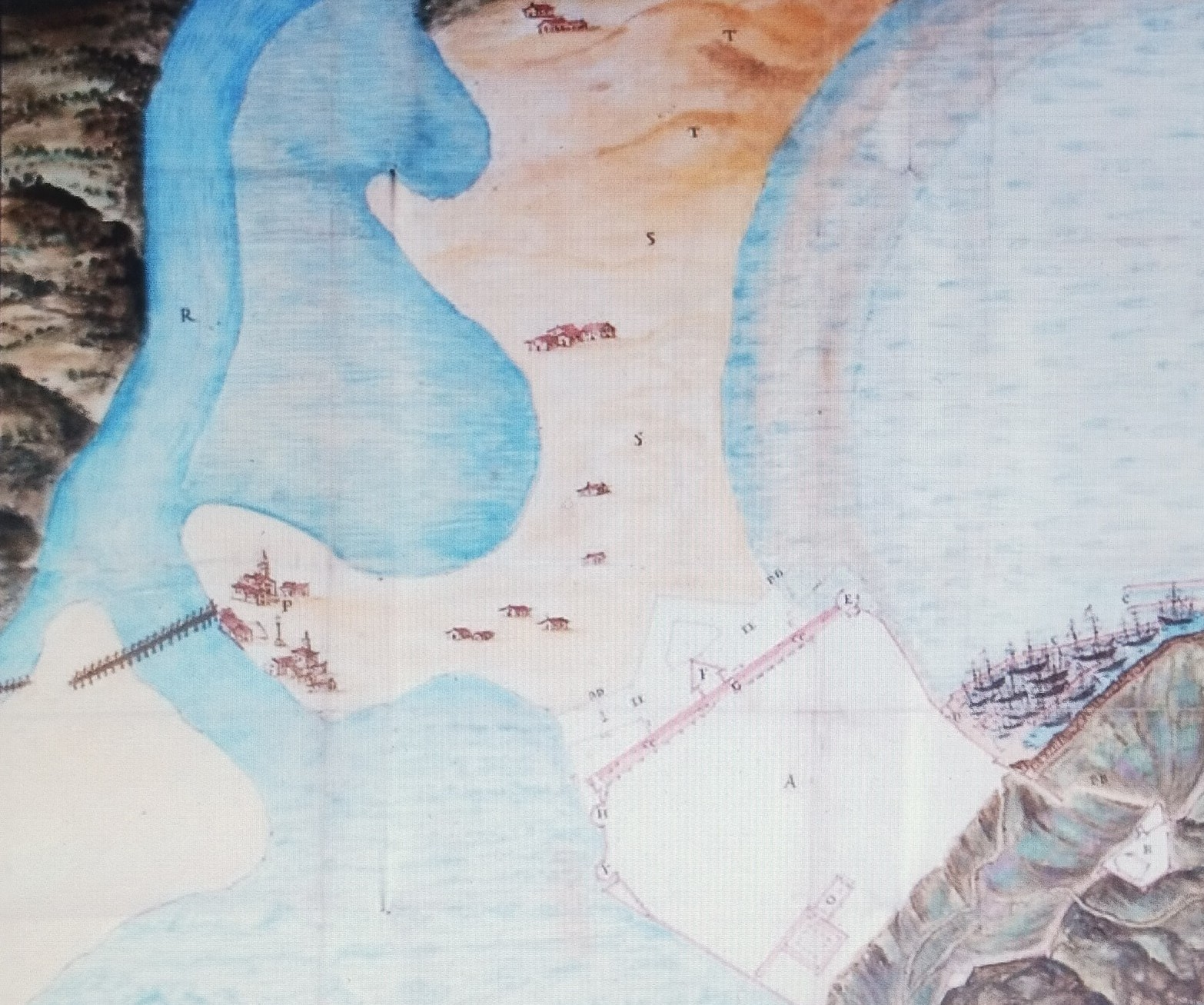
Iglesia templaria en el barrio de Santa Catalina de San Sebastián.1636.

La labor de los templarios en la región fue valorada positivamente por la población local, ya que su influencia se asoció con la protección y el orden en un territorio caracterizado durante la Baja Edad Media por conflictos frecuentes y un clima general de inestabilidad.

## Historia
La orden del Temple  fue fundada en 1118  en Francia por Hugo de Payns  y fue aprobada oficialmente por la Iglesia católica en 1129, durante el Concilio de Troyes.
Creció rápidamente en tamaño y poder por las múltiples donaciones recibidas. Con el tiempo  despertó recelos en las altas instancias monárquicas y eclesiásticas europeas que lo vieron como un contrapoder para sus intereses lo que llevó a su disolución en el Concilio de Viena de 1312.
Guipúzcoa  no estaba dispuesta a acatar su disolución emitiendo en 1311 un pronunciamiento  a favor de los Templarios. Sin embargo para evitar enfrentamientos se acabó por acatar la decisión papal.

## Descripción
Muchos monumentos templarios han desaparecido a lo largo de la historia, algunos conservados son los siguientes:
En las orillas del  Bidasoa estaba el Hospital de Santiago. Fue erigido a mediados del siglo XII hasta su destrucción en 1793.
En San Sebastián existió la iglesia templaria de Santa Catalina a orillas del río Urumea. Fue demolida en 1719.
En Zarauz en el emplazamiento de  la actual iglesia parroquial de Santa María de la Asunción,
En Aizarna la  ermita de Santa Engracia.
En Azpeitia la iglesia fortaleza de San Sebastián de Soreasu.
En Azcoitia la iglesia de Santa María de Balda.
En Vergara  la iglesia de Santa Marina de Oxirondo perteneció á los Templarios.
En Elgoibar la antigua iglesia de San Bartolomé de Olaso edificada en un alto, fuera de la población, perteneció á los Templarios. Era de suma importancia estratégica por vigilar las comunicaciones de la línea del río Deva y Vizcaya.
En Tolosa poseían los Templarios la iglesia de San Juan de Arramele, en las afueras de la población, en el mismo punto en que hoy se halla establecida la Casa de Beneficencia. 
En Segura,  cerca del túnel de San Adrián en Sancti Spiritus, existió un antiguo monasterio de los Templarios y un Hospicio para los peregrinos y viajantes. ´La  iglesia parroquial de San Andrés se piensa que perteneció á los Templarios.
En Cegama,  la iglesia de San Bartolomé, el monasterio  de Sancti Spiritus y el Hospital de Santa Bárbara pertenecieron a los Templarios. En la parroquia existía  en su sacristía un retrato mural que se decía representaba a un caballero Templario. Desapareció en unas obras en 1850. 
En el peñascal de Aizgorri  existían y existen aún varias casas y la ermita de Santa María de las Nieves, que pertenecieron á los Templarios.
En Legazpia los Templarios tenían una torre-residencia y explotaban ferrerías poseyendo en aquellos montes, como en los de Cegama y Segura, gran número de rebaños.

## Epílogo
La Orden del Temple estuvo afincada en Guipúzcoa durante casi dos siglos. 
Los documentos,  leyendas y  los restos monumentales que se conservan hablan de un pasado épico  dedicado a proteger los caminos de la provincia en una época difícil de la historia.